# Odval Lihovarská

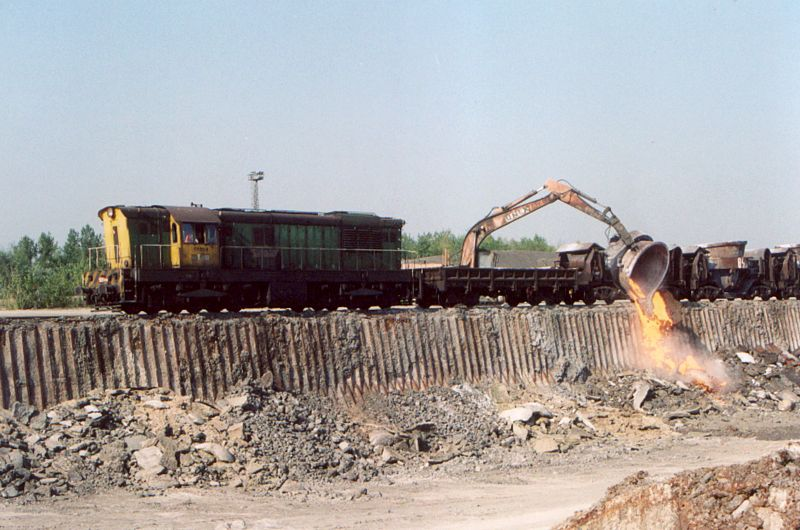
Klopení žhavé vysokopecní strusky na odvale Lihovarská

Odval Lihovarská je název jednoho z ostravských odvalů. Slouží pro velkoobjemový odpad především z hutní výroby společnosti ArcelorMittal Ostrava. Odval slouží také jako skládka odpadů, kterou provozuje společnost Czech Slag - Nová Huť s.r.o. Odval je spojen železniční vlečkou s areálem Nové hutě, odkud je na odval přivážena ve speciálních vozech ke klopení žhavá vysokopecní struska.

## Lokalizace
Odval o rozloze 66 ha se nachází mezi Kunčičkami a Radvanicemi v městském obvodu Slezská Ostrava. Odval je z jihu ohraničen Lihovarskou ulicí, z východu a severu Šenovskou ulicí a ze západu tramvajovou tratí DPO.

## Historie
Výstavba odvalu, který měl nahradit malý provizorní odval na Ostravici, byla dokončena v létě roku 1958. První klopení proběhlo na haldě Lihovarská 9. srpna 1958.